# Carl Ritter
Carl Ritter (Quedlinburg, 1779. augusztus 7. – Berlin, 1859. szeptember 28.) német földrajztudós. Alexander von Humboldt mellett őt tartják a földrajztudomány megalapozójának.

## Élete
Carl Ritter 1785-től Johann Christoph Friedrich GutsMuths tanítványa volt Schnepfenthalban (ma Waltershausen része). 1795-ben ismerkedett meg Johann Jakob Bethmann-Hollweg frankfurti kereskedővel, aki lehetővé tette, hogy a hallei egyetemen tanuljon, majd 1798-tól felfogadta házitanítónak a gyermekei mellé.
Ritter két tanítványával együtt látogatta a frankfurti gimnázium óráit, hogy tökéletesítse tudását a latin és az ógörög nyelvben. Egyidejűleg ugyanott földrajzot, történelmet és természetföldrajzot tanított. 1810-ben és 1812-ben növendékeivel Genfben tartózkodott. Az 1813–1818 közötti időszakban Göttingenben tudományos főművén dolgozott (Die Erdkunde im Verhältnis zur Natur und Geschichte des Menschen, oder allgemeine vergleichende Geographie als sichere Grundlage des Studiums und Unterrichts in physikalischen und historischen Wissenschaften). 1819-ben rövid ideig a frankfurti gimnázium tanára lett Friedrich Christoph Schlosser utódaként.
1820-ban meghívták a Berlini Egyetem földrajztudományi tanszékére. Az előadásai igen népszerűek voltak, és olyan ellentétes személyiségek látogatták, mint Otto von Bismarck, Albrecht von Roon és Karl Marx. Ritter kutatásainak központjában nem a klasszikus természetföldrajz állt, hanem a természetes környezet és az emberi kultúra kapcsolata, megteremtve ezzel a későbbi kultúrökológia alapjait. Rittert erősen foglalkoztatta a történeti földrajz. Egyik alapítója volt a berlini Földtudományi Társaságnak (Gesellschaft für Erdkunde).
Carl Rittert különösen érdekelték az Európán kívüli területek, elsősorban Afrika, amely a négykötetes Erdkunde (1817) című műve első könyvének tárgya. Az Afrika-kutatás során Alexander von Humboldthoz hasonlóan  élesen ellenezte a rabszolgaságot és a rabszolga-kereskedelmet. Különleges figyelmet szentelt Libériának, mert ettől az országtól az egész kontinensre kiterjedő civilizációs hatást várt. Ilyen értelemben Ritter a hagyományos nyugati keresztény kategóriákban gondolkodott, de számos kortársával ellentétben nem volt meggyőződve a fehér faj felsőbbrendűségéről, azaz nem volt rasszista. Egyik legnevesebb tanítványa Heinrich Barth volt, aki Carl Ritter és a londoni porosz követség közbenjárására részt vett a londoni Foreign Office Szahara–Szudán-expedíciójában. Másik tanítványa a későbbi Kína-kutató Ferdinand von Richthofen volt.

## Fordítás
- Ez a szócikk részben vagy egészben a Carl Ritter című német Wikipédia-szócikk ezen változatának fordításán alapul.  Az eredeti cikk szerkesztőit annak laptörténete sorolja fel. Ez a jelzés csupán a megfogalmazás eredetét és a szerzői jogokat jelzi, nem szolgál a cikkben szereplő információk forrásmegjelöléseként.

## A német cikk forrásai
- Gustav Kramer: Carl Ritter. Ein Lebensbild nach seinem handschriftlichen Nachlass. 2 Bde. Halle, Buchhandlung des Waisenhauses, 1864. - umfangreiche Biografie geschrieben von seinem Neffen.
- K. Lenz (Hg.): Carl Ritter – Geltung und Deutung. Beiträge des Symposiums zum 200. Geburtstag von Carl Ritter, 1979. Berlin: D. Reimer, 1981. (darin u. a. Peter Kremer, "Carl Ritters Einstellung zu den Afrikanern - Grundlagen für eine philanthropisch orientierte Afrikaforschung")
- Max Linke: Ritters Leben und Werk. Halle 2000 ISBN 3-932863-28-3
- Oscar Peschel: Geschichte der Erdkunde bis auf Alexander v. Humboldt und Carl Ritter. München 1865.
- Friedrich Ratzel: Ritter, Karl. In: Allgemeine Deutsche Biographie (ADB). Band 28. Duncker & Humblot, Leipzig 1889, S. 679–697.
- Carl Ritter: Montblanc. Geographisch-historisch-topographische Beschreibung zu K. W. Kummer’s Stereorama oder Relief des Montblanc-Gebirges und dessen nächster Umgebung. Mahler Verlag, Stühlingen 2008. (Neuedition der Ausgabe von 1824. Erstmals mit Abbildungen des Stereorama des Montblanc-Stocks von K. W. Kummer. ISBN 978-3-941212-00-8)